# Namíbia az 1992. évi nyári olimpiai játékokon
Namíbia a spanyolországi Barcelonában megrendezett 1992. évi nyári olimpiai játékok egyik részt vevő nemzete volt. Az országot az olimpián 3 sportágban 6 sportoló képviselte, akik összesen 2 érmet szereztek. Namíbia első alkalommal vett részt az olimpiai játékokon.

## Érmesek
| Érem  | Versenyző          | Sportág  | Versenyszám |
| ----- | ------------------ | -------- | ----------- |
| Ezüst | Frankie Fredericks | Atlétika | Férfi 100 m |
| Ezüst | Frankie Fredericks | Atlétika | Férfi 200 m |

## Atlétika
Férfi
| Versenyző          | Versenyszám | Előfutam | Előfutam | Előfutam | Negyeddöntő | Negyeddöntő | Negyeddöntő | Elődöntő | Elődöntő | Elődöntő | Döntő         | Döntő         |
| Versenyző          | Versenyszám | Idő      | Hely.    | Össz.    | Idő         | Hely.       | Össz.       | Idő      | Hely.    | Össz.    | Idő           | Helyezés      |
| ------------------ | ----------- | -------- | -------- | -------- | ----------- | ----------- | ----------- | -------- | -------- | -------- | ------------- | ------------- |
| Frankie Fredericks | 100 m       | 10,29    | 1.       | 5.*      | 10,13       | 1.          | 3.          | 10,17    | 1.       | 4.       | 10,02         |               |
| Frankie Fredericks | 200 m       | 20,74    | 1.       | 7.       | 20,02       | 1.          | 1.          | 20,14    | 1.       | 3.       | 20,13         |               |
| Frank Kayele       | Maraton     |          |          |          |             |             |             |          |          |          | 2:31:41       | 69.           |
| Lucketz Swartbooi  | Maraton     |          |          |          |             |             |             |          |          |          | nem ért célba | nem ért célba |

* - egy másik versenyzővel azonos időt ért el

## Ökölvívás
| Versenyző   | Versenyszám | Selejtező                    | Nyolcaddöntő      | Negyeddöntő       | Elődöntő          | Döntő             | Helyezés |
| Versenyző   | Versenyszám | Ellenfél Eredmény            | Ellenfél Eredmény | Ellenfél Eredmény | Ellenfél Eredmény | Ellenfél Eredmény | Helyezés |
| ----------- | ----------- | ---------------------------- | ----------------- | ----------------- | ----------------- | ----------------- | -------- |
| Harry Simon | Váltósúly   | Anibál Acevedo (PUR) · 11-13 | kiesett           | kiesett           | kiesett           | kiesett           | 17.      |

## Úszás
Férfi
| Versenyző       | Versenyszám | Előfutam | Előfutam | Előfutam | Döntő   | Döntő   | Döntő   | Helyezés |
| Versenyző       | Versenyszám | Idő      | Hely.    | Össz.    | Típus   | Idő     | Hely.   | Helyezés |
| --------------- | ----------- | -------- | -------- | -------- | ------- | ------- | ------- | -------- |
| Jörg Lindemeier | 100 m mell  | 1:06,34  | 1.       | 43.      | kiesett | kiesett | kiesett | kiesett  |
| Jörg Lindemeier | 200 m mell  | 2:24,88  | 3.       | 40.      | kiesett | kiesett | kiesett | kiesett  |

Női
| Versenyző   | Versenyszám    | Előfutam | Előfutam | Előfutam | Döntő   | Döntő   | Döntő   | Helyezés |
| Versenyző   | Versenyszám    | Idő      | Hely.    | Össz.    | Típus   | Idő     | Hely.   | Helyezés |
| ----------- | -------------- | -------- | -------- | -------- | ------- | ------- | ------- | -------- |
| Monica Dahl | 50 m gyors     | 27,45    | 6.       | 37.      | kiesett | kiesett | kiesett | kiesett  |
| Monica Dahl | 100 m gyors    | 59,05    | 3.       | 35.      | kiesett | kiesett | kiesett | kiesett  |
| Monica Dahl | 100 m pillangó | 1:06,58  | 3.       | 46.      | kiesett | kiesett | kiesett | kiesett  |